# Осока топяная
Осо́ка топяна́я (лат. Carex limosa), или Осо́ка медно-бу́рая — многолетнее травянистое растение вид рода Осока (Carex) семейства Осоковые (Cyperaceae).

## Ботаническое описание

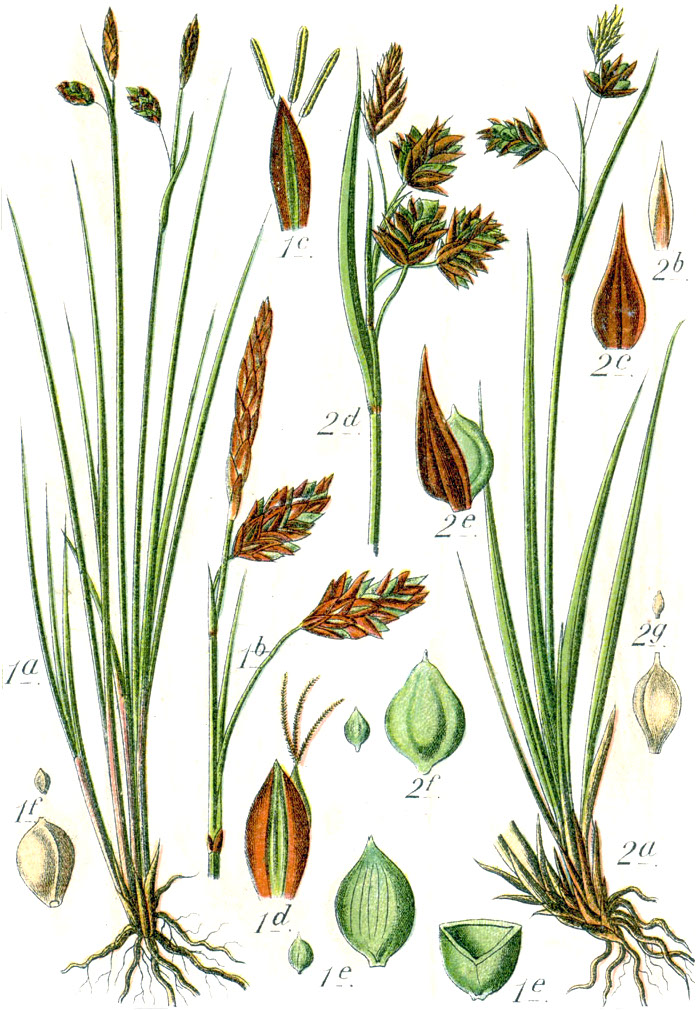
1 — Carex limosa

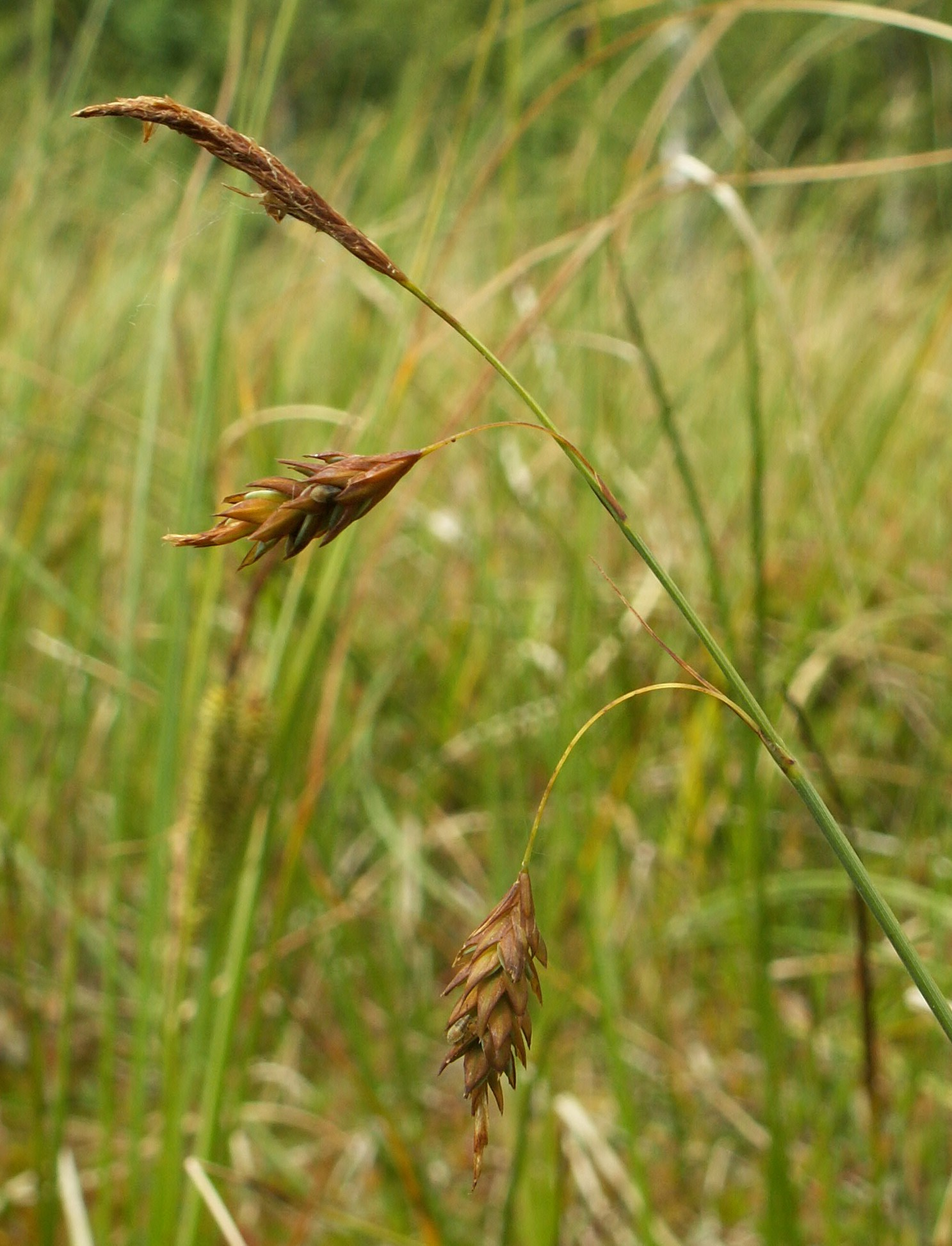
Соцветие, Северо-Западная Польша

Сизо-или серо-зелёное растение с коротко- или длинно-ползучим корневищем, дающим побеги под острым углом, образует редкие дерновины.
Стебли расставленные, прямые, трёхгранные, обычно шероховатые, могут быть гладкими, (15)25—50 см высотой, в нижней трети облиственные, у основания одетые красновато-бурыми  цельными влагалищами.
Листовые пластинки (1)1,5—1,5(2) мм шириной, жёсткие, плоские или килеватые, желобчато-сложенные, тонко-заострённые, прямые, короче стебля.
Верхний колосок тычиночный, реже гинекандрический, прямой, линейный или линейно-ланцетный, 1—3 см длиной, с ланцетными и острыми буроватыми или ржаво-бурыми чешуями; остальные 1—3 — пестичные, редко гинекандрические, яйцевидные, эллиптические, яйцевидно-ланцетные или продолговатые, 1—2,5(3) см длиной, 6—8(12) мм в диаметре, на тонких гладких ножках до 2,5 см длиной, часто поникающие, слегка расставленные. Чешуи пестичных колосков эллиптические, продолговато-яйцевидные или яйцевидные, быстро вытянуто  или постепенно заострённые, от светло-коричневых до тёмно-пурпурно-бурых, со светлой средней жилкой, немного длиннее мешочков и равные им по ширине, не опадающие. Мешочки эллиптические, яйцевидные или широкояйцевидные, (4)4,2—4,5(5) мм длиной, уплощённо-трёхгранные, сизовато-зелёные или сизые, гладкие, тонкокожистые, с 7—9 ребристыми бледными жилками, на короткой ножке, у основания и наверху округлые, по краю гладкие, густо покрытые сосочками, быстро суженные в очень короткий, цельный или едва выемчатый светло-жёлтый, в устье буроватый носик. Плод целиком заполняет мешочек. Рылец 3. Нижний кроющий лист линейный, без влагалища или с едва выраженным влагалищем до 2 мм длиной, с пластинкой до 2—2,5 см длиной, короче соцветия, реже равен ему.
Плодоносит в мае—июне.
Число хромосом 2n=56.
Вид описан из Европы.

## Распространение
Северная Европа, в том числе Исландия, арктическая Скандинавия, Атлантическая, Центральная и Южная (север) Европа; Арктическая часть России: Мурман, Канин, Малоземельская тундра (реки Щучья и Сула), юг Большеземельской тундры (река Колва, Сивая Маска), Полярный Урал, низовья Оби, низовья Енисея, Яны, Индигирки (река Малая), Колымы, бассейны Анадыря и Пенжины, залив Корфа; Прибалтика; Европейская часть России: кроме южных районов; Беларусь; Украина: все районы, кроме Крыма; Кавказ: запад и центр Большого Кавказа, Западное (юг) и Центральное Закавказье; Урал; Западная Сибирь; Восточная Сибирь: преимущественно в южной половине; Дальний Восток; Восточная Азия: Северо-Восточный Китай, север Корейского полуострова, острова Хоккайдо и Хонсю; Северная Америка: арктическая Аляска, район устья реки Макензи и Большое медвежье озеро, штаты Орегон и Монтана, изредка в центральных штатах.
Растёт на сфагновых болотах, торфяниках, мочажинах, по краям зарастающих озёр, на торфянистых берегах рек, в осоково-моховых тундрах; на равнине и в лесном, редко в верхнем поясах гор.